# Coburg (Oregon)
Coburg és una població dels Estats Units a l'estat d'Oregon. Segons el cens del 2007 tenia 1.070 habitants.

## Demografia
Segons el cens del 2000, Coburg tenia 969 habitants, 367 habitatges, i 256 famílies. La densitat de població era de 534,5 habitants per km².
Dels 367 habitatges en un 36,5% hi vivien nens de menys de 18 anys, en un 59,1% hi vivien parelles casades, en un 8,7% dones solteres, i en un 30% no eren unitats familiars. En el 21,8% dels habitatges hi vivien persones soles el 6,3% de les quals corresponia a persones de 65 anys o més que vivien soles. El nombre mitjà de persones vivint en cada habitatge era de 2,64 i el nombre mitjà de persones que vivien en cada família era de 3,07.
Per edats la població es repartia de la següent manera: un 28,6% tenia menys de 18 anys, un 6,5% entre 18 i 24, un 28,8% entre 25 i 44, un 25,8% de 45 a 60 i un 10,3% 65 anys o més.
L'edat mediana era de 38 anys. Per cada 100 dones de 18 o més anys hi havia 99,4 homes.
La renda mediana per habitatge era de 47.500$ i la renda mediana per família de 54.250$. Els homes tenien una renda mediana de 41.029$ mentre que les dones 26.071$. La renda per capita de la població era de 21.696$. Aproximadament el 7,7% de les famílies i el 7,7% de la població estaven per davall del llindar de pobresa.

## Poblacions més properes
El següent diagrama mostra les poblacions més properes.